# Mariakapel (Imstenraderbos)

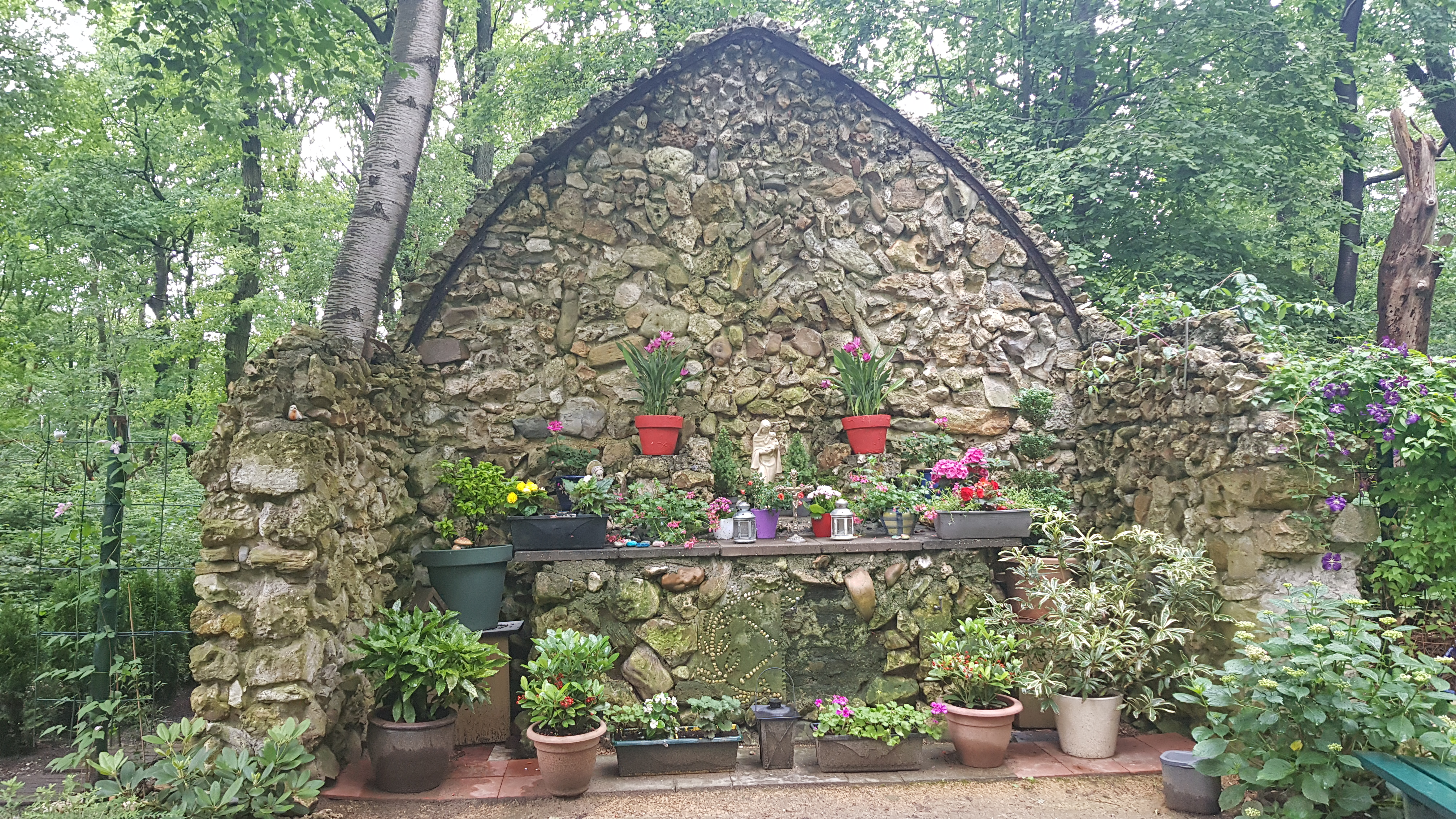
De kapel in 2021

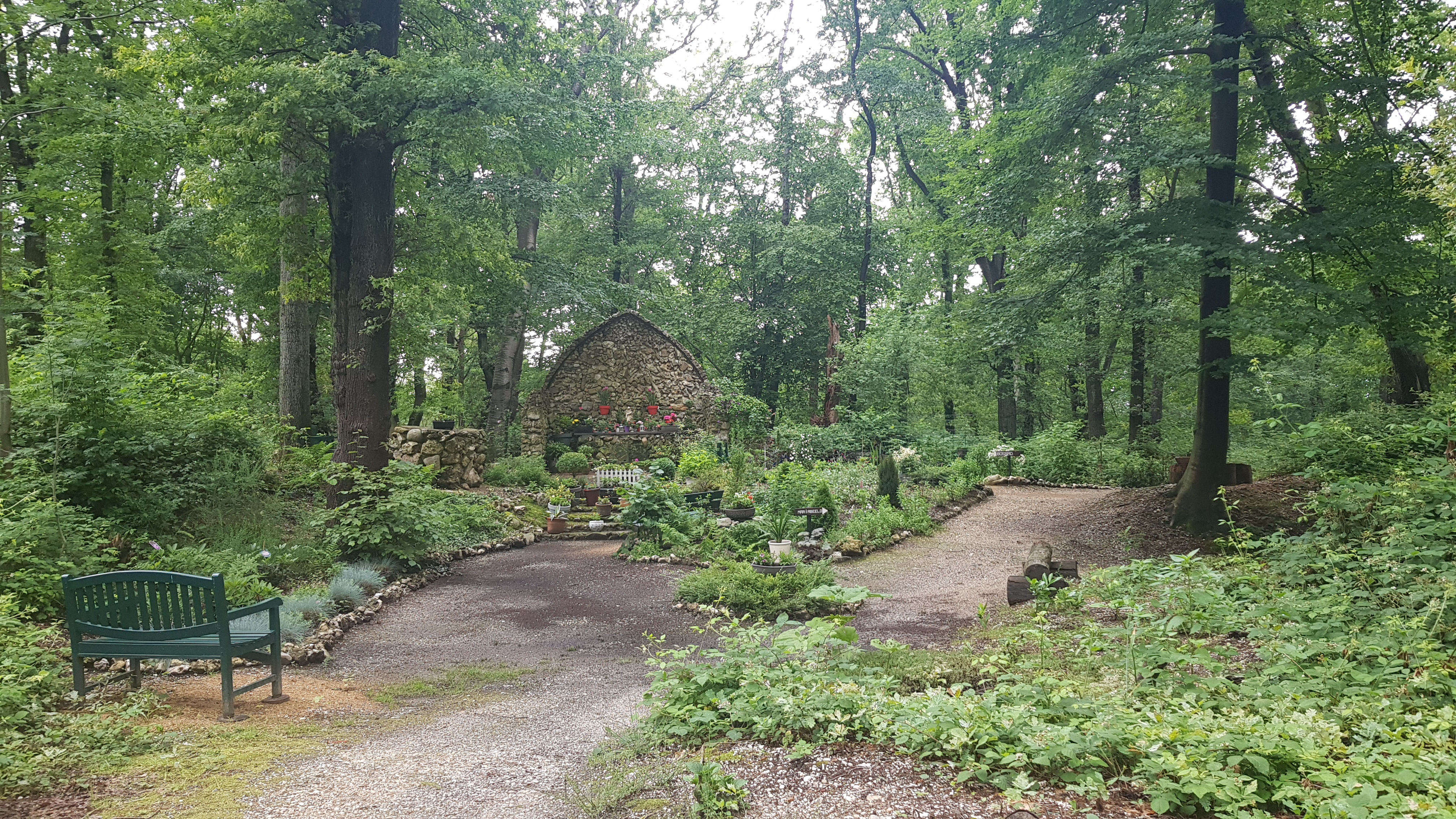
De kapel in het bos

De Mariakapel is een kapel in het Imstenraderbos in de Nederlands Zuid-Limburgse gemeente Heerlen. De kapel staat in het noordelijk deel van het bosgebied dat gelegen is ten noorden van de Keulseweg (N281), tussen de Buldersweg en de Kleekampsweg. Op ongeveer 200 meter naar het zuidwesten staat de Kruiskapel in De Euren.
De kapel is gewijd aan Maria, specifiek Onze-Lieve-Vrouw van de Heilige Rozenkrans.

## Geschiedenis
Rond 1930 werd de kapel gebouwd als stilteplek van de Vroedvrouwschool voor ongeboren kinderen.
Na vele jaren van verwaarlozing werd er in 2014 het initiatief genomen om de plek op te knappen. In mei 2015 werd de opgeknapte plek opnieuw ingezegend.

## Bouwwerk
De open boskapel ligt op een verhoging bereikbaar met enkele treden en is in gemetselde ruwe brokken natuursteen opgetrokken op een rechthoekig plattegrond. De kapel heeft geen dak en is aan de voorzijde geheel open. De achtergevel heeft een spitsboogvorm en de zijgevels zijn grofweg recht tot een hoogte van de plek van de aanzetstenen van de achterwand.
Tegen de achterwand is er een altaar geplaatst die aan de voorzijde bekleed is met drie mozaïeken die (van links naar rechts) de annunciatie (op basis van Fra Angelico), Maria met kind en een piëta voorstellen. Boven het altaar is op de achterwand een mozaïek aangebracht van Onze-Lieve-Vrouw van de Heilige Rozenkrans.
Schuin voor de kapel is er los een verticaal mozaïek van Johannes de Doper geplaatst.